# Serrat de Pujabudells
El Serrat de Pujabudells és una serra situada entre els municipis de Bassella a la comarca de l'Alt Urgell i el de Tiurana a la comarca de la Noguera, amb una elevació màxima de 655 metres.